# Discula pyri
Discula pyri är en svampart som först beskrevs av Karl Wilhelm Gottlieb Leopold Fuckel, och fick sitt nu gällande namn av Franz Xaver von Höhnel 1926. Discula pyri ingår i släktet Discula och familjen Gnomoniaceae.   Inga underarter finns listade i Catalogue of Life.